# Marskolonisation

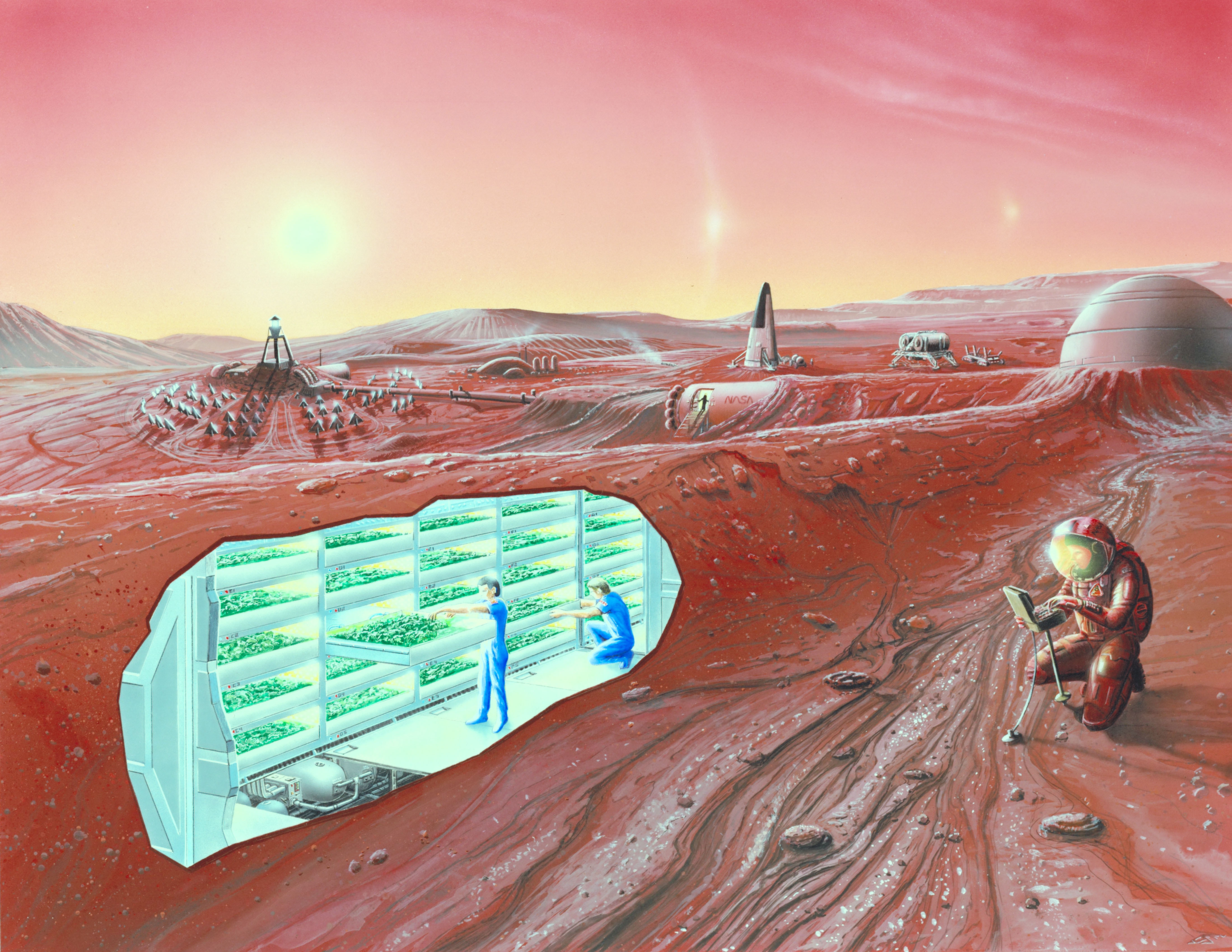
Künstlerische Impression einer Besiedlung des Mars (Quelle: NASA)

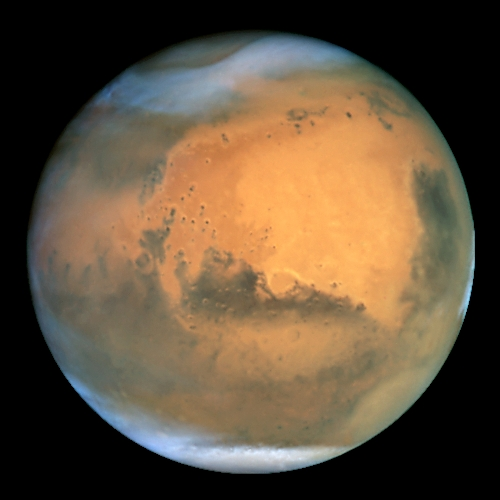
Mars mit sichtbaren Polkappen

Eine Marskolonisation ist die Gründung und Entwicklung von Siedlungen auf dem Planeten Mars. Derzeit befassen sich verschiedene Studien und Projekte mit den Problemen des bemannten Marsflugs, der Energie-, Roh- und Baustoffgewinnung sowie der Versorgung mit Wasser und mit Nahrung auf dem Mars. Unklar ist, unter welchen Voraussetzungen Menschen dauerhaft in der Marsumgebung überleben bzw. funktions- und arbeitsfähig bleiben könnten. Insbesondere ist ungeklärt, ob Menschen sich auf dem Mars erfolgreich fortpflanzen könnten.

## Vorbereitungen
In erdgebundenen Forschungsstationen von Organisationen wie der NASA, Roskosmos und der Mars Society wurde und wird erprobt, wie Menschen in einer isolierten, marsähnlichen Umgebung zurechtkommen. Viele der für eine Mission entscheidenden Parameter können bzw. dürfen aus technischen respektive ethischen Gründen allerdings nicht simuliert werden. Zu Ersterem gehört die deutlich reduzierte Schwerkraft und zu Letzterem die erhöhte Strahlenbelastung bei Anreise und Aufenthalt auf dem Mars.
Das US-Raumfahrtunternehmen SpaceX entwickelt seit 2017 die Großrakete Starship, die letztlich einen relativ kostengünstigen Transport von großen Frachtmengen und von Menschen zum Mars ermöglichen soll. Hiermit soll nach Vorstellung des Firmengründers und -leiters Elon Musk die Voraussetzung für eine Besiedlung des Planeten geschaffen werden. Musk nannte im Verlauf der Starship-Entwicklung eine Reihe von Terminen für erste Marsflüge, die sich als unrealistisch erwiesen. Seit 2024 stellt er erste bemannte Flüge für den Zeitraum 2029–2031 in Aussicht, was von Fachleuten ebenfalls in Zweifel gezogen wird.
SpaceX arbeitet bei der Vorbereitung der angestrebten Marsflüge mit Wissenschaftlern und am Marsflug interessierten Institutionen zusammen. Als ein geeignetes Zielgebiet für erste Marsflüge nannten Projektbeteiligte die Ebene Arcadia Planitia am nordöstlichen Rand des Gebirges Erebus Montes bei etwa 40° nördlicher Breite.
Um Energie und Ressourcen zu sparen, wurden sogenannte Mars-to-Stay-Missionen vorgeschlagen. Bei einer solchen Mission sollen die ersten Astronauten auf dem Mars für unbestimmte Zeit dort bleiben.

## Gegebenheiten im Vergleich mit der Erde

### Ähnlichkeiten mit der Erde
Der Mars wird wissenschaftlich als erdähnlicher Planet klassifiziert. Signifikant sind im Vergleich mit der Erde:
- Die Länge des Marstages („Sol“ genannt) ist dem des Erdtages sehr ähnlich. Ein Sol dauert 24 Stunden, 39 Minuten und 35,244 Sekunden.

- Der Mars besitzt eine Oberfläche, die 28,4 % der der Erde entspricht, und ist damit nur geringfügig kleiner als die Landfläche der Erde (29,2 % der Erdoberfläche).

- Gegen die Pole der Ekliptik des Planeten ist dessen Rotationsachse um 25,19° geneigt. Der entsprechende Wert der Erde beträgt 23,4°. Im Ergebnis hat der Mars Jahreszeiten wie die Erde, obwohl diese fast doppelt so lang sind, da ein Marsjahr etwa 1,88 Erdjahre dauert.

- Der Mars besitzt eine Atmosphäre. Obwohl diese sehr dünn ist (ca. 0,6 % der Erdatmosphäre), bietet sie dennoch einen gewissen Schutz vor der kosmischen und der Sonnenstrahlung. Sie wurde zudem erfolgreich für eine Atmosphärenbremsung von Raumfahrzeugen verwendet.

- Neuere Beobachtungen von NASAs Mars Exploration Rovers, der ESA-Sonde Mars Express und des NASA Phoenix Landers bestätigen das Vorhandensein von Wassereis auf dem Mars.

### Unterschiede zur Erde
- Die Stärke des planetaren Magnetfelds beträgt nur ca. ein Hundertstel des Erdmagnetfelds und bietet damit nur sehr wenig Schutz gegen kosmische Strahlung. Bereits nach drei Jahren Aufenthalt an der Oberfläche wären die Höchstwerte nach den Sicherheitsrichtlinien der NASA für Astronauten erreicht. Ob und wann der Mars ein neues Magnetfeld ausbilden könnte, ist unklar.[24]

- Der Luftdruck auf dem Mars beträgt nur etwa 6 mbar (0,6 % der Erdatmosphäre), was weit unter der Armstrong-Grenze (61,8 mbar) liegt, bei dem Menschen ohne Druckanzüge leben können. Die sehr dünne Atmosphäre besteht vorwiegend aus Kohlendioxid. Daher müssten auf dem Mars bewohnbare Strukturen mit Druckbehältern, ähnlich wie in einem Raumschiff, gebaut werden. Das Erreichen einer erdähnlichen Zusammensetzung der Luft und Anpassung des Drucks mittels Terraforming gilt als schwierig, da der Sonnenwind ständig die oberen Schichten abtragen würde. Die dünne Atmosphäre bietet zudem deutlich weniger Schutz gegen kleine Asteroiden.[25]

- Die Oberflächenschwerkraft auf dem Mars beträgt 38 % der Schwerkraft auf der Erde.

- Weil der Mars weiter von der Sonne entfernt ist, ist die Menge an Sonnenenergie, die die obere Atmosphäre erreicht, weniger als die Hälfte der Menge, die die obere Atmosphäre der Erde oder die Oberfläche des Mondes erreicht. Allerdings wird die Sonnenenergie, die die Oberfläche des Mars erreicht, nicht durch eine dichte Atmosphäre wie auf der Erde behindert.

- Der Mars ist mit einer durchschnittlichen Oberflächentemperatur von −23 °C in Äquatornähe und einem Tief von −140 °C im Bereich der Polkappen deutlich kälter als die Erde. Die niedrigste Temperatur, die auf der Erde gemessen wurde, ist −93,2 °C, und dies in der Antarktis. Zudem variieren die Temperaturen wegen der exzentrischeren Umlaufbahn stärker als auf der Erde.

- Es gibt keine Gewässer auf der Marsoberfläche.

- Durch die weitere Entfernung zur Sonne ist das Marsjahr mit 668,6 Sol etwa doppelt so lang wie das Erdjahr.

## Transport

### Verkehr zwischen Erde und Mars

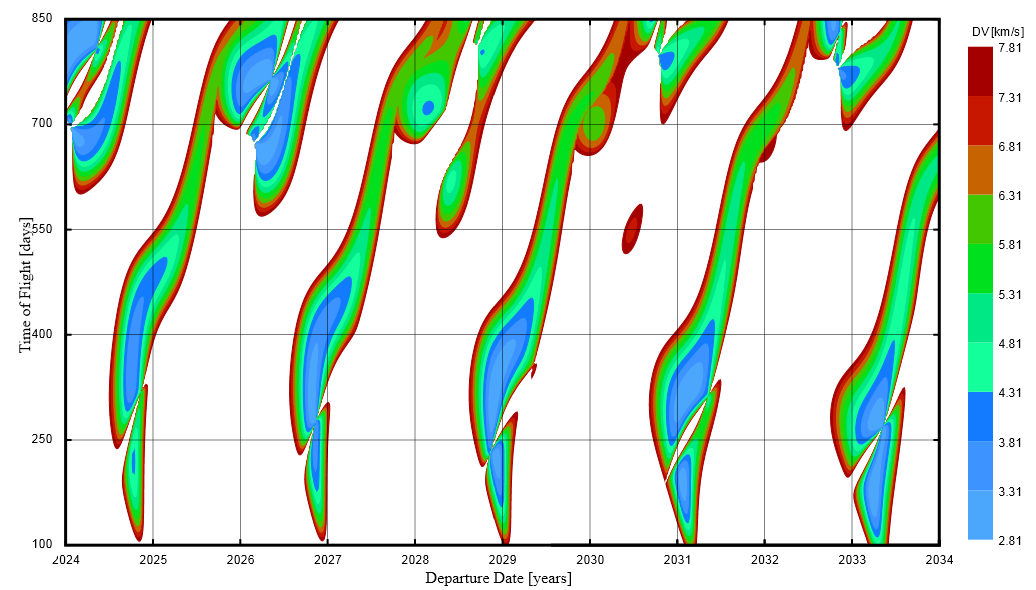
Reisedauer zum Mars in Abhängigkeit von Startdatum (Jan. 2024 bis Dez. 2033) und -geschwindigkeit

Aufgrund der großen und stark schwankenden Entfernung zwischen Erde und Mars würden sich Reisen zum Mars sehr aufwändig gestalten. Unter Verwendung heutiger Technologien benötigt ein Raumschiff ungefähr sechs bis zehn Monate für die Reise. Startfenster, die eine kurze Flugzeit mit einem geringen Bedarf an Beschleunigung verbinden, ergeben sich entsprechend der siderischen Periode Erde-Mars alle 779 Tage, also etwa alle zwei Jahre.
Um den Mars zu erreichen, benötigt man weniger Energie pro Masseneinheit (Delta-V) als zu allen anderen Planeten außer der Venus. Auf einer Hohmannbahn erfordert eine Reise zum Mars mit heutigen Technologien etwa neun Monate. Andere Flugbahnen, die die Reisezeit auf sieben oder sechs Monate im All verringern, sind zwar möglich, benötigen aber höhere Mengen an Energie und Treibstoff und sind bereits Standard für unbemannte Marsmissionen. Die Verkürzung der Reisezeit auf unter sechs Monate erfordern eine höhere Geschwindigkeitsänderung und eine exponentiell zunehmende Menge an Treibstoff. Dies ist mit chemischen Raketen nicht realisierbar. Forschungsprojekte für neue Antriebstechnologien wie zum Beispiel VASIMR oder nukleare Raketenantriebe zielen darauf ab, die interplanetaren Flugzeiten zu verkürzen. Eine andere Möglichkeit sind konstant beschleunigende Technologien wie Solarsegel oder Ionenantriebe.
Während der Reise unterliegen die Astronauten einer Strahlung, vor der sie geschützt werden müssen. Kosmische Strahlung und Sonnenwind verursachen DNA-Schäden, die das Krebsrisiko erhöhen, jedoch ist die Wirkung von langfristigen Raumfahrten im interplanetarischen Raum auf den menschlichen Körper unbekannt. NASA-Wissenschaftler, die im Allgemeinen die Strahlungsgefahr anhand des Krebsrisikos bemessen, beziffern die durch eine tausendtägige Marsmission verursachte Wahrscheinlichkeit, an Krebs zu sterben, mit 1 bis 19 %. Hier sei jedoch zu beachten, dass diese Wahrscheinlichkeit ein zusätzliches Risiko darstellt. Dies könnte zusammen mit der Basiswahrscheinlichkeit von 20 %, dass ein 40-jähriger Nichtraucher an Krebs stirbt, zu einem 39-%-Risiko führen, an tödlichem Krebs zu erkranken. Bei Frauen ist die Wahrscheinlichkeit, an Krebs zu erkranken, bedingt durch den größeren Anteil des Drüsengewebes am Gesamtgewicht, vermutlich erhöht.

### Landung auf dem Mars
Der Mars hat nur 38 % der Anziehungskraft der Erde, und die Dichte der Atmosphäre ist nur ca. 1 Prozent im Vergleich zur Erde. Die relativ starke Schwerkraft und widrige aerodynamische Effekte machen es erheblich schwieriger, ein größeres Raumfahrzeug mit Schubdüsen zu landen, wie es bei den Apollo-Mondlandungen getan wurde. Projekte mit schweren Landeeinheiten werden andere Brems- und Landungssysteme erfordern, die bei früheren bemannten Mondmissionen oder unbemannten Marsmissionen verwendet wurden.

## Versorgung

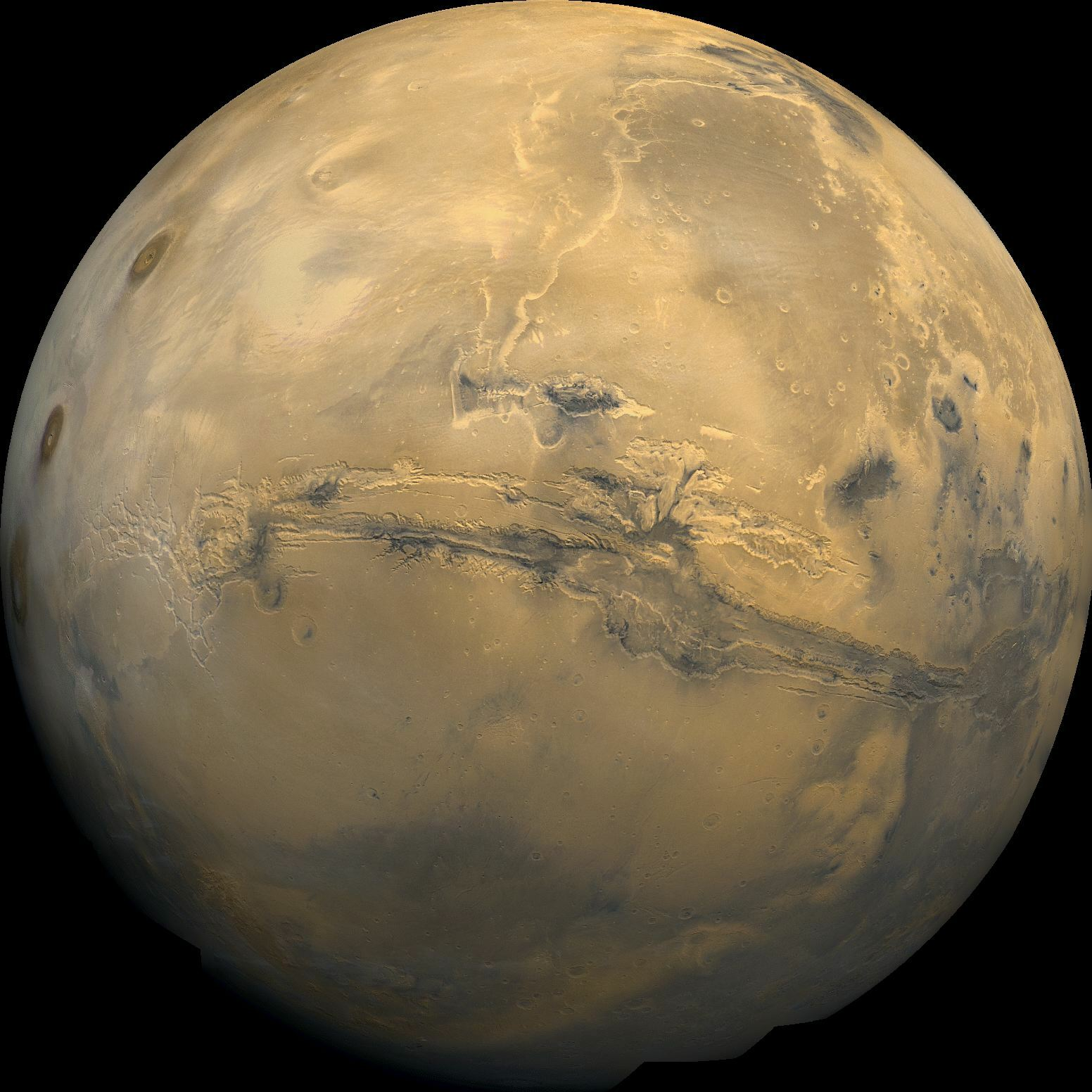
Mars (Aufnahme von Viking 1, 1980)

Bei einer dauerhaften Besiedlung müsste die Versorgung mit Nahrungsmitteln und Atemluft unabhängig vom ständigen Nachschub von der Erde mittels In-situ Resource Utilization bzw. Extraterrestrial Resource Utilization (dt. etwa Außerirdische Ressourcennutzbarmachung) ermöglicht werden. Wichtig wäre die Wasseraufbereitung. Mittelfristig wäre der Aufbau eines geschlossenen biologischen Systems notwendig, bei dem die Kolonisten ihre Nahrung selbst anbauen bzw. herstellen würden. Eine Möglichkeit wäre es, mit Wasserstoff von der Erde und Kohlenstoffdioxid vom Mars Wasser zu produzieren. Mit einer Tonne Wasserstoff ließen sich zwei Tonnen Methan und ca. viereinhalb Tonnen Wasser produzieren. Jedoch zeigen NASA-Analysen, dass ca. 2 % des Marsbodens aus thermisch freisetzbarem Wasser bestehen, das ebenfalls zur lokalen Erzeugung von Nutzwasser herangezogen werden könnte. Diskutiert werden auch gentechnische Veränderungen, die eine bessere Anpassung der Fauna und Flora an die neue Umgebung ermöglichen könnten.

## Kommunikation
Interaktive Kommunikation mit der Erde wäre vergleichsweise schwierig, da die Übertragungsdauer des Signals je nach Entfernung zwischen 3,1 (Opposition) und 22,3 Minuten (Konjunktion) beträgt. Innerhalb eines Dialoges, also einer Unterhaltung zwischen einer Station auf der Erde und der Station auf dem Mars, kommen so Pausen von mindestens 6 und 45 Minuten zwischen den Nachrichten zustande, verbunden mit einer signifikant geringeren Übertragungsrate.

## Zeitrechnung
Ein Marstag (Sol) ist um 39 Minuten und 35,244 Sekunden länger als ein Erdentag und ein Marsjahr mit 668,5907 Sols etwa doppelt so lang wie das Erdjahr. Dies macht eigene Kalender und Uhren für die Marssiedler notwendig. Mit diesem Problem haben sich bereits einige Experten beschäftigt. Dazu gehört der Raumfahrtingenieur und Politologe Thomas Gangale. Er veröffentlichte 1985 einen Marskalender, den er nach seinem Sohn Darius Darischen Kalender nannte. Einige Autoren griffen diese Idee auf und veröffentlichten in den darauffolgenden Jahren Varianten des Darischen Kalenders. Andere Autoren wie Robert Zubrin überdachten die Idee und brachten eigene Entwürfe heraus. Letzterer stellt auch ein Konzept für marsianische Uhren auf.
Allen diesen Kalendern ist allerdings gemein, dass es sich um Solarkalender handelt. Die Marsmonde Deimos und Phobos sind im Unterschied zum Erdmond als Zeitmesser eher ungeeignet, da sie einerseits relativ schnell und andererseits nicht besonders gut zu sehen sind.

## Strahlung
Bislang gab es keine Langzeitaufenthalte von Menschen außerhalb des schützenden Erdmagnetfeldes, sodass keine Erfahrungen zur Langzeitwirkung von kosmischer und solarer Strahlung auf den menschlichen Organismus vorliegen. Aufgrund theoretischer Überlegungen wird angenommen, dass sowohl während eines Flugs von und zum Mars als auch während mehrjähriger Aufenthalte auf der Marsoberfläche ein Strahlungsschutz notwendig wäre.
Der Mars hat kein globales Magnetfeld, das mit dem Erdmagnetfeld vergleichbar wäre. Kombiniert mit einer dünnen Atmosphäre erlaubt dies, dass eine erhebliche Menge an ionisierender Strahlung die Marsoberfläche erreicht. Die Raumsonde Mars Odyssey führte ein Instrument mit sich, das Mars Radiation Environment Experiment (MARIE), um die Gefahren für den Menschen zu messen. MARIE hat festgestellt, dass die Strahlung im Orbit über dem Mars 2,5 mal höher ist als an der Internationalen Raumstation. Durchschnittliche Dosen waren etwa 22 Millirad pro Tag (220 Microgray pro Tag oder 0,08 Gray pro Jahr). Eine dreijährige Belastung bei solchem Niveau wäre in der Nähe des Grenzwertes, der derzeit von der NASA festgelegt wird. Das Niveau auf der Marsoberfläche wäre ein wenig niedriger und stark variierend an verschiedenen Orten, je nach Höhenlage und der Stärke des lokalen Magnetfelds.
Gelegentliche Sonnenprotonenereignisse (SPEs) produzieren viel höhere Dosen. Von MARIE wurden einige SPEs beobachtet, die nicht durch Sensoren in der Nähe der Erde betrachtet werden konnten aufgrund der Tatsache, dass SPEs in eine Richtung gerichtet sind, was es schwierig macht, Astronauten auf dem Mars früh genug zu warnen.
Im Jahr 2003 eröffnete das NASA Lyndon B. Johnson Space Center eine Einrichtung, das NASA Weltraumstrahlungslabor (NSRL), am Brookhaven National Labor, das Teilchenbeschleuniger verwendet, um Weltraumstrahlung zu simulieren. Die Einrichtung wird die Wirkung der Teilchen auf lebende Organismen zusammen mit Abschirmungstechniken studieren.
Folgende Vorkehrungen sind möglich:
- Eingraben: Eine mögliche Kolonie wird zuerst auf der Oberfläche errichtet und anschließend durch Marsboden abgedeckt. Diese Methode würde nicht nur vor Strahlung, sondern auch vor kleinen Meteoriten schützen, die durch die Atmosphäre bis zum Marsboden gelangen.

- Panzerung der Gebäude: Unter Verwendung vorhandener Ressourcen oder auch mit mitgebrachten Materialien ließe sich eine absorbierende Verstärkung der Decke erreichen.

- Abschirmung mit Wasser: Wasser hat strahlungsdämpfende Eigenschaften. Die Wassertanks (Kühlwasser, Abwasser, Trinkwasser) können flächig über den Aufenthaltsräumen angeordnet werden.

- Abschirmung mit künstlichen Magneten:[37] Bei genügender Energieversorgung könnte man große elektromagnetische Felder als Ersatz für das fehlende Marsmagnetfeld zur Ablenkung von schnellen Ladungsträgern verwenden.

- Durch natürliche Formationen: Es ist bekannt, dass es auf der Marsoberfläche regional starke Unterschiede im Magnetfeld gibt. Bei der Einrichtung einer Kolonie in einem solchen Gebiet relativ starker Feldstärke könnte sie durch diese natürlichen Felder geschützt werden.

## Energieversorgung
Eine leistungsfähige Energieversorgung für Heizung und Nahrungsmittelproduktion ist für eine Kolonie lebensnotwendig. Folgende Ansätze werden diskutiert:

### Solar
Die Nutzung von Sonnenkollektoren und Solarzellen zur Energiegewinnung ist bei bisherigen Raummissionen eine große Hilfe gewesen, besonders bei Missionszielen innerhalb des Asteroidengürtels. Die Stabilität gegen äußere Krafteinwirkungen konnte dabei meistens vernachlässigt werden. Auf dem Mars wird das aber anders sein, denn er besitzt eine Schwerkraft, die eine erhöhte Stabilität der Konstruktion notwendig macht. Die Solarkonstante (590 W/m² bei gemittelter Entfernung Sonne-Mars) ist etwa halb so hoch wie auf der Erde. Deshalb wird bei gleicher Leistung die doppelte Solarfläche im Vergleich zur Erde notwendig. Hingegen würden die global auftretenden und über längere Zeit (über Monate) anhaltenden Stürme die Produktion von Solarenergie beeinträchtigen. Aus diesem Grund müsste beim Einsatz von Solarenergie auch ein Energiespeicherkonzept ausgearbeitet werden. Zudem würden diese Stürme die Solarzellen mit Staub belegen, wodurch die Leistung um bis zu 40 % reduziert werden könnte, solange die Zellen nicht gereinigt werden. Die Erfahrungen, die mit den Solarkraftwerken in Wüstengebieten gemacht wurden, zeigen deutlich, dass dieses Problem nur durch entsprechende Automatisierungstechnik dauerhaft zu lösen ist. Der manuelle Aufwand, so viele Paneele in entsprechenden Intervallen immer wieder zu reinigen, wäre zu groß.

### Nuklear
Zur Nutzung von Kernenergie gibt es vor allem zwei Möglichkeiten:
Der Radioisotopengenerator (RTG)ist ein in der Raumfahrt bestens erprobtes Gerät zur Energiebereitstellung über lange Zeit. Sein größter Nachteil liegt aber in der geringen Leistungsabgabe, die aufgrund der Halbwertszeit der radioaktiven Isotope mit der Zeit abnimmt. Da man aber davon ausgehen kann, dass eine Kolonie einen hohen und im Laufe der Zeit steigenden Energiebedarf hat, müssten fortlaufend neue RTGs ins Energienetz integriert werden. Allerdings ist der Wirkungsgrad pro Masseeinheit (Nutzung von rund 8 % der abgestrahlten Energie) nicht sehr hoch, während die Kosten von etwa 75 Millionen US-Dollar pro RTG nicht zu unterschätzen sind.
Der KernreaktorEin mitgeführter Kernreaktor könnte je nach Energieausnutzung das Problem relativieren. Die Sowjetunion hat bereits Erfahrungen mit orbitalen Reaktoren gemacht (siehe RORSAT); allerdings benötigt eine Kolonie eine weit höhere Energieausbeute und -effizienz pro Masseeinheit, denn ansonsten wären die sicherheitstechnisch weniger problematischen RTGs die bevorzugte Wahl.

## Bewohnbarkeit
Die Temperaturen an der Marsoberfläche sind in Äquatornähe ähnlich denen an den kältesten Orten der Antarktis; z. B. schwankten die Temperaturen am Landeplatz von Viking 1 im Laufe eines Tages zwischen −89 und −31 °C.
Seit Beginn des 21. Jahrhunderts wurden über die Theorie hinaus verschiedene Forschungsprojekte durchgeführt, die es zum Ziel hatten, Leben auf dem Mars zu simulieren. So startete die Mars Society im Jahr 2000 ihr Mars Analog Research Station Program, das heute aus zwei Stationen besteht, der Flashline Mars Arctic Research Station in der kanadischen Arktis und der Mars Desert Research Station in Utah. Auch von staatlicher Seite wurden themennahe Forschungsprojekte durchgeführt, wie z. B. Mars-500 durch Roskosmos und die Europäische Weltraumorganisation.
Ziel der NASA-finanzierten Studie Hawaii Space Exploration Analog and Simulation ist es, Faktoren zu bestimmen, die die Gruppendynamik auf zukünftigen Marsmissionen beeinflussen können. Die einjährige Simulation begann im August 2015.
Völlig ungeklärt ist, wie sich die Schwerkraftbedingungen des Mars langfristig auf Lebensformen auswirken, deren Evolution auf der Erde stattfand. Insbesondere ist nicht bekannt, ob Menschen ihre Fähigkeit zur Reproduktion behalten würden.

## Terraforming

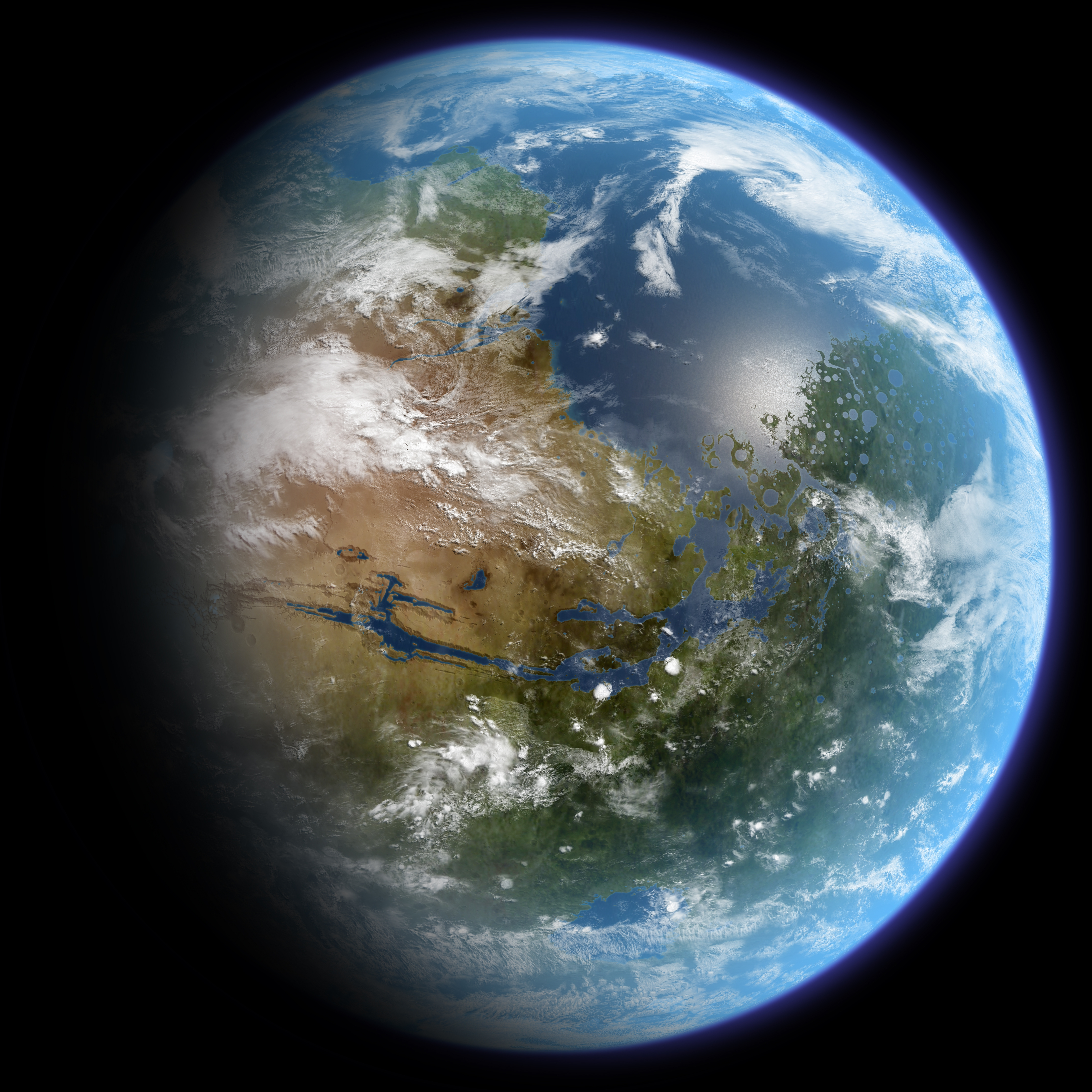
Künstlerische Darstellung eines terrageformten Mars

Ziel eines Terraformings wäre die Umwandlung des unwirtlichen Mars in einen Lebensraum, der an die Physiologie des Menschen angepasst ist. Idealerweise sollte sich der Mensch nach Abschluss dieses Prozesses auch ohne Druckanzug und Atemgerät im Freien aufhalten können. Terraforming ist keine Bedingung für die Besiedlung des Mars, könnte aber die Lebensqualität erheblich verbessern.
Bereits 1971 hatte Carl Sagan die Idee, die Polkappen zum Schmelzen zu bringen und mit den freigesetzten Gasen eine funktionierende Atmosphäre entstehen zu lassen. Die wohl einfachste Methode wurde 1991 von einem Team um Christopher McKay vom NASA Ames Research Center entwickelt. Fabriken sollten riesige Mengen an FCKW-Gasen in die Atmosphäre ausstoßen und so den Treibhauseffekt ankurbeln, der dann zum Schmelzen der Polkappen und gefrorenem Gestein führt. Zwischen 500 und 1000 Jahren könnten sukzessiv immer komplexere Pflanzen angepflanzt werden. Nach diesem Prozess könnte der Mensch wahrscheinlich auch ohne Druckanzug überleben, ohne Atemgeräte aber frühestens nach etwa 170.000 Jahren.
Eine 2018 veröffentlichte Studie der University of Colorado Boulder stellte diese Konzepte in Frage. Die Studie kam zu dem Ergebnis, dass sich mit den eingeschlossenen CO2-Ressourcen zwar bestenfalls ein erdähnlicher Atmosphärendruck erzeugen, aber sich allenfalls nur ein kleiner Teil davon freisetzen ließe. Eine nennenswerte Atmosphäre aufzubauen sei mit der heutigen Technologie nur über mehrere Millionen Jahre denkbar.

## Sachliteratur
- Donald Rapp: Human missions to Mars – enabling technologies for exploring the red planet. Springer, Berlin 2008, ISBN 978-3-540-72938-9
- Ulf von Rauchhaupt: Der neunte Kontinent – Die wissenschaftliche Eroberung des Mars. S. Fischer, Frankfurt am Main 2009, ISBN 978-3-10-062938-8
- Jesco von Puttkamer: Projekt Mars. Menschheitstraum und Zukunftsvision. F.A. Herbig Verlagsbuchhandlung GmbH, München 2012, ISBN 978-3-7766-2685-8
- Uwe W. Jack: Ein Stadt auf dem Mars. In: FliegerRevue, Nr. 06/2020, S. 38–45

## Fiktionen

### Filme
- Werke wie der Film „Die totale Erinnerung – Total Recall“ zielen mehr auf Unterhaltung ab und sind weniger am wissenschaftlich Machbaren interessiert.
- Ghosts of Mars von John Carpenter, in dem der Mars eine Minenkolonie geworden ist.
- Red Planet von Antony Hoffman: Da die Erde überverschmutzt ist, wird eine Untersuchungsgruppe gesandt.
- Mission to Mars von Brian de Palma erzählt von der ersten Entdeckungsmission.
- Doom – Der Film – Verfilmung des gleichnamigen Videospiels von Andrzej Bartkowiak mit Dwayne Johnson („The rock“)
- Der Marsianer – Rettet Mark Watney von Ridley Scott erzählt von einem Astronauten, der nach einem Unfall alleine auf dem Mars zurückgeblieben ist und mit der vorhandenen Technik und seinen Fähigkeiten solange überleben muss, bis Hilfe eintrifft.

### Computer- und Videospiele
- Doom-Serie
- Red-Faction-Serie
- Mars: War Logs
- TEM the Firm: In diesem Spiel verkörpert der Spieler einen Terraformer, der die Kriege zwischen verschiedenen Fraktionen, die esoterischen Fälle und die Gefahren des Planeten überwinden soll.
- Take On Mars: Der Spieler kontrolliert in diesem Spiel einen Rover zur Untersuchung des Planeten.
- Surviving Mars ist ein Strategiespiel aus dem Jahr 2018, das sich mit der Marskolonisation beschäftigt.

### Comics
- Aménophis IV von Dieter und Étienne Leroux.
- In den Mangas Aqua und Aria von Kozue Amano ist 90 % des Planeten von Wasser bedeckt.